# Slaget ved Austerlitz
Slaget ved Austerlitz også kendt som Trekejserslaget, var et slag mellem de franske imperiestyrker under Napoleon 1. og en koalition af russiske og østrigske styrker under ledelse af henholdsvis Alexander 1. af Rusland og Frans 2. af det Tysk-romerske rige, der skiftede navn til Frans 1. af Østrig efter nederlaget.
Slaget stod den 2. december 1805 ved byen Austerlitz (tjekkisk:Slavkov u Brna) i det nuværende Tjekkiet ikke langt fra Brno og endte med en enorm sejr til Napoleons styrker og et sammenbrud for den russisk-østrigske koalition, Den tredje koalition. Militærhistorikere anser slaget for at være en af Napoleons mest brillante sejre.

## Forhistorie
Europa havde været i opbrud siden Den franske Revolution. De europæiske stormagter var bange for de enorme kræfter, revolutionen i Frankrig havde udløst og den betydning, disse revolutionært ideer kunne være spredt for hele Europa. I 1792 begyndte de første krige mod den franske republik og i 1797 lykkedes det republikken at besejre den første koalition. Allerede i 1798 etableredes en anden koalition, som blev besejret i 1801 af Napoleon i Slaget ved Marengo.
De næste år var præget af forholdsvis ro på kontinentet, men under overfladen lurede spændingerne. De europæiske stormagter var, selvom de var tilbageholdende med at tilslutte sig den tredje koalition, til sidst overtalt til at tilslutte sig gennem britisk diplomati og Frankrigs dominans i Tyskland og Italien. 
Årene mellem 1801 og 1805 var relativt rolige på kontinentet. Efter William Pitt den yngre var gået af som britisk premier minister, blev han erstattet af Henry Addington som straks tog kontakt med Napoleon Bonaparte med et forslag til fredsaftale, som derefter sluttede den anden koalition i 1802 med Armiens-traktaten. I 1803 brød Storbritannien Amiens-traktaten og erklærede efterfølgende krig mod Frankrig på grund af stigende spændinger. Denne endte med begyndelsen af den tredje koalition. Napoleon beslaglagt derefter Hannover af Storbritannien, som bekymrede Sverige, som ville konsolidere magt i Tyskland, Østrig der blev truede af Fransk dominans over Det tysk-romerske Rige, og til sidst Det Russiske Kejserrige, som kunne ikke lide den nye franske udvidelse. William Pitt den yngre i april 1805 underskrev Storbritannien og Rusland en aftale, og fra maj 1805 erklærede Rusland, Sverige og Østrig krig mod Frankrig, som uden Sverige eventuelt endte med den franske beslutsomme slag, Austerlitz.

## Slaget
Napoleon var kommet først til Austerlitz og kunne planlægge mødet med sin modstander. Napoleon ville lave en afledningsmanøvre og lokke den kombineret østrigsk-russisk hær i en fælde. Han havde søgt at lade hæren fremstå svagere og dårligere, end den virkelig var, for at anspore modstanderen til et forhastet angreb.
Omkring kl. 8 om morgenen indledte koalitionsstyrkerne slaget. Kampene bølgede nu frem og tilbage, men til sidst sejrede Napoleons taktik og den franske hærs dygtighed og erfaring.

## Efterspil
Nederlaget var komplet: To dage efter slaget underskrev Østrig en våbenhvile med Frankrig, der 22 dage senere blev til Freden ved Pressburg. Napoleon fik anerkendt fransk overhøjhed over store dele af det vestlige Tyskland og fik en enorm krigsskadeerstatning. Rusland trak sig ud af krigen og fik lov at vende hjem.
Franskmændenes tab må dog have været langt højere end de 1300 mand, der er beskrevet i historien, der er her tale om franske tal, men der var efter andre opgivelser mere end 6.000 faldne franskmænd.